# 郭惠宇
郭惠宇（1960年1月—），江苏常熟人，中共党员，中华人民共和国教育人物、中学校长。

## 生平
1983年毕业于安徽师范大学中文系，毕业后分配至当涂县薛津中学任教。1986年回到母校当涂一中任教。1995年调至马鞍山二中，历任马鞍山二中副校长，党委副书记、副校长，校长。2020年12月，获聘为安徽师范大学兼职教授。

## 荣誉
曾获安徽省“教坛新星”、安徽省特级教师、全国模范教师、全国先进工作者、安徽省优秀共产党员等荣誉称号。

## 社会兼职
安徽省第十一届人大代表，马鞍山市第七届党代会代表；全国中语会理事，安徽省中语会副理事长，安徽师范大学教育硕士导师。